# Николай V (папа римский)
Николай V (лат. Nicolaus PP. V, в миру — Томмазо Парентучелли, итал. Tommaso Parentucelli; предп. 15 ноября 1397, Сарцана — 1455, Рим) — папа римский с 6 марта 1447 года по 24 марта 1455 года.

## Ранние годы
Томмазо Парентучелли родился, предположительно, 15 ноября 1397 года или 1398-го в Сарцане (ныне в итальянской области Лигурия) в семье врача. Его отец умер, когда Томмазо был юношей. Он учился в Болонье и Флоренции, получив степень по теологии в 1422 году. Будучи молодым священником, служил у кардинала Никколо Альбергати, одного из соавторов Флорентийской унии.
Вице-камерленго Святой Римской церкви с 29 сентября 1443 по 6 марта 1447. 27 ноября 1444 года назначен епископом Болоньи, выполнял функцию папского легата в Германии и Неаполе. Кардинал-священник с титулом церкви Санта-Сусанна с 16 декабря 1446 по 6 марта 1447.

## Папство
Успешная дипломатическая карьера Томмазо принесла ему высокий пост — по возвращении в Рим на папском конклаве 1447 года он был избран Папой Римским. Он принял имя Николая V в честь своего благодетеля, Никколо Альбергати.
Восемь лет его понтификата сыграли важную роль в политической, научной и литературной истории мира. Он в значительной степени способствовал заключению Венских конкордатов — договоров, которые регулировали взаимоотношения между папством и германскими княжествами (1448). Он был человеком без больших личных амбиций, преклонявшимся перед традициями античности, стал основателем Ватиканской библиотеки, и сегодня являющейся ценнейшим собранием рукописей классической литературы.

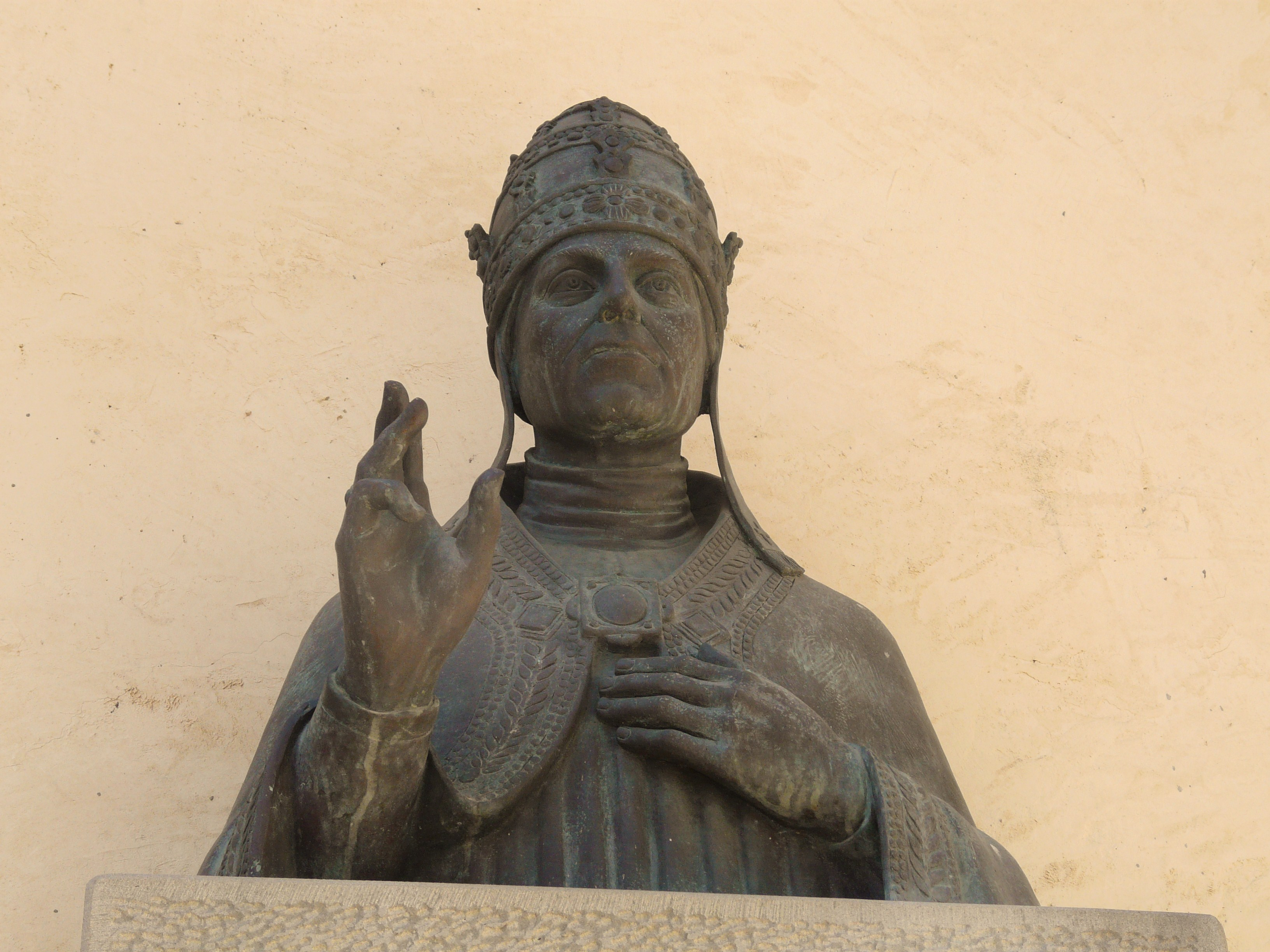
Статуя Николая V в Тоскане

В 1450 году отмечался юбилейный год в Риме, и приношения многочисленных паломников дали городу средства для развития культуры. В марте 1452 году он короновал Фридриха III в качестве императора Священной Римской империи в соборе Святого Петра. В Риме Николай V представил свежий дух эпохи Возрождения. Его первой заботой стало укрепление оборонительных сооружений города, прокладывание новых улиц и восстановление водоснабжения.
Николай V стремился к водворению мира среди христиан. В 1452 году издал буллу "Romanus Pontifex", которая санкционировала захват португальцами африканских земель и обращение их жителей в рабство. Булла позволяла португальцам претендовать на земли в Западной Африке и завоёвывать их. 29 мая 1453 года после 53 дней осады был взят турецкими войсками Константинополь. Христианская Византийская империя перестала существовать. Весть об этом потрясла Европу, но меры Николая V, направленные на возобновление крестовых походов против Османской империи, не нашли поддержки при королевских дворах. Последние годы жизни страдавший от подагры папа посвятил украшению Рима произведениями искусства. Он хотел перестроить Ватиканский собор, но на это уже не хватило ни сил, ни средств. Некий Стефано Поркаро непрестанно устраивал заговоры против Папы. Будучи несколько раз схвачен папской охраной, он получал прощение. Папа даже наградил его золотом и назначил губернатором Кампаньи. Когда же, несмотря на это, Поркаро вернулся в Рим, чтобы снова составить антипапский заговор, Николай V осудил заговорщика на смерть. Гуманисты в Риме признали папское решение не согласным с идеалами, пропагандировавшимися античной философией.
Папа Николай V скончался в 1455 году в Риме. Различные источники указывают дату его смерти как 24 марта или 24 апреля. По преданию, на смертном одре он произнес: «Как Томмазо из Сарцаны я испытывал больше счастья в день, чем ныне за целый год».